# Diocletianus
Gaius Aurelius Valerius Diocletianus (kolem 244 v Dalmácii – 3. prosince 312 nebo 316 ve Spalatu, dnešní Split), rodným jménem Diocles, obvykle známý jako Diocletianus (česky Dioklecián) byl římský císař od 20. listopadu 284 až do 1. května 305. Přestože byl prostého původu, udělal úspěšnou vojenskou kariéru a za císaře Cara se stal velitelem jezdectva. Po smrti Cara a jeho syna Numeriana byl Diocletianus prohlášen vojskem za císaře, načež v krátkém střetnutí porazil Carova druhého syna Carina. Diocletianův nástup na trůn je pokládán za okamžik konce krize třetího století a současně počátku etapy pozdní antiky. V roce 285 učinil Diocletianus svého přítele a důstojníka Maximiana svým spolucísařem v hodnosti augusta. 1. března 293 byli pak Galerius a Constantius Chlorus ustanoveni za mladší spolucísaře s tituly caesarů. V tomto systému „vlády čtyř“, nazývaném tetrarchie, vykonával každý z císařů správu nad čtvrtinou říše. Diocletianus upevnil hranice státu v kampaních proti sarmatským kmenům v letech 285 až 290, válkou s Alamany v roce 288 a potlačením uzurpátorů v Egyptě v letech 297 až 298. Vedl rovněž vyjednávání se sásánovskou perskou říší, tradičním nepřítelem Římanů, s níž dosáhl příznivého míru.
Diocletianus oddělil a rozšířil civilní a vojenskou správu, přičemž reorganizoval uspořádání provincií, a vytvořil tak nejrozsáhlejší a nejbyrokratičtější administrativní aparát v dějinách římské říše. Založil nová správní centra ve městech Nikomédie, Mediolanum, Antiochie a Trevír, jež se nacházela blíže k hranicím říše než Řím, odvěké hlavní město impéria. Diocletianus navázal na tendence posilování císařského absolutismu, příznačné pro 3. století, a vystupoval jako autokratický vládce. Sám sebe vyzdvihnul nad masy svých poddaných zavedením okázalé dvorní ceremonie a architektury. Zvětšení byrokracie a armády, stálé vedení válek a stavební programy zvýšily nároky na státní pokladnu, což si vynutilo provedení obsáhlé daňové reformy. Nejpozději po roce 297 byl císařský daňový systém standardizován a stal se spravedlivějším, ačkoli daňové sazby byly celkově zvýšeny.
Ne všechny Diocletianovy záměry došly svého zdárného naplnění. Edikt o maximálních cenách z roku 301, jímž se Diocletianus pokusil zkrotit inflaci prostřednictvím kontroly cen, zcela selhal a kvůli svým kontraproduktivním účinkům přestal být záhy uplatňován. Systém tetrarchie, který prokazoval svoji účinnost za panování Diocletiana, se zhroutil nedlouho po jeho abdikaci, v čemž sehrála významnou roli nevraživost mezi Maxentiem a Konstantinem, syny Maximiana, resp. Constantia Chlora. Diocletianovo pronásledování, poslední, nejintenzivnější a nejkrvavější z perzekucí křesťanů, nevyústilo v zánik křesťanské komunity. Naopak za vlády Konstantina se po roce 324 křesťanství povzneslo na pozici preferovaného náboženství v říši. I přes tyto neúspěchy přivodily Diocletianovy reformy zásadní proměnu římské císařské vlády a přispěly k hospodářské a vojenské stabilizaci říše, která zůstala v podstatě nedotčena po další jedno století, třebaže v době Diocletianova mládí se ocitala na pokraji zhroucení. Zesláblý vlivem nemoci, Diocletianus ve dvacátém prvním roce svého panování složil neomezenou moc a stal se prvním římským císařem, jenž se dobrovolně vzdal vlády. Zbytek života strávil v ústraní ve svém paláci na dalmatském pobřeží, kde se staral o své zahrady.

## Život

### Před nástupem na trůn

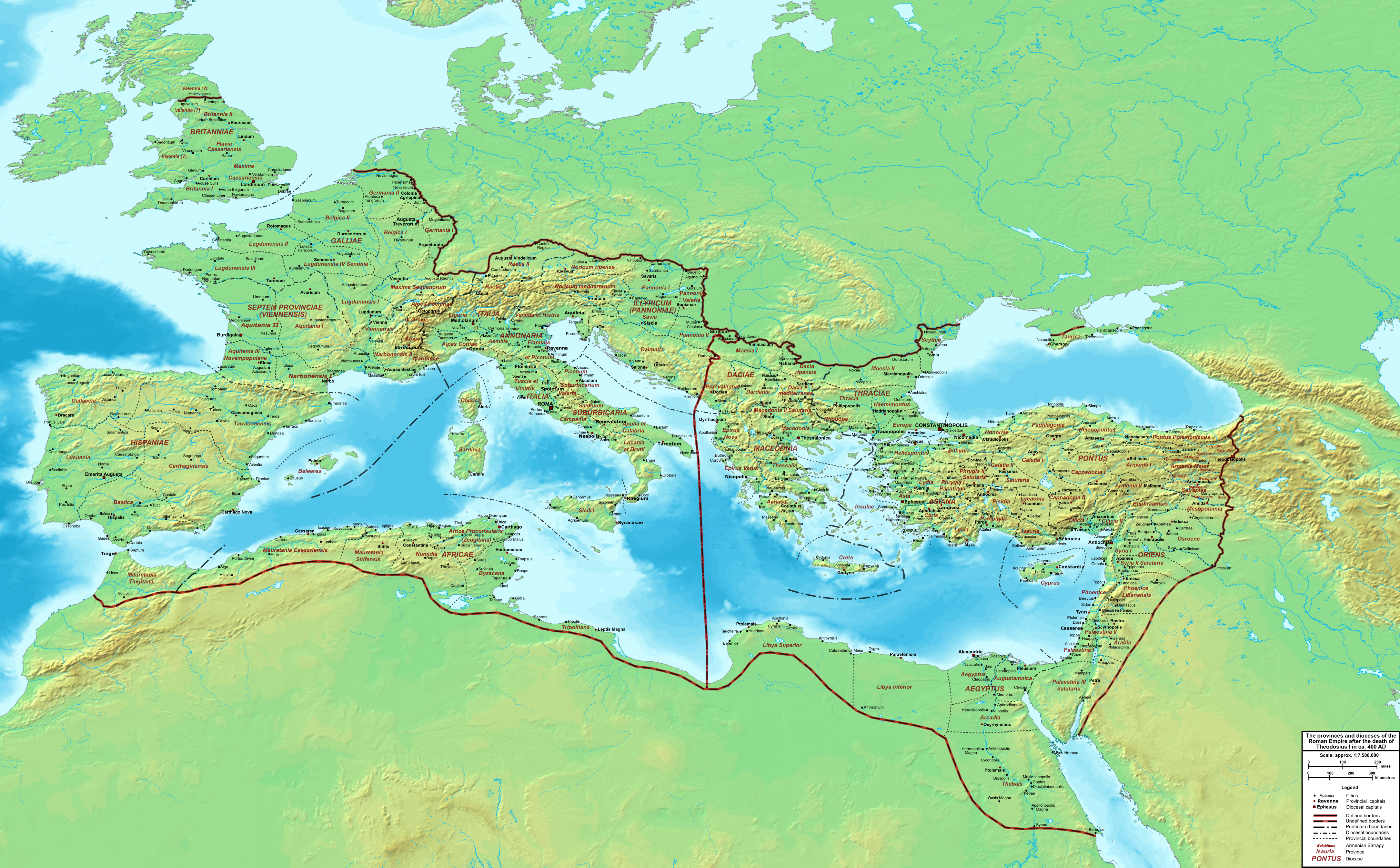
Mapa římské říše kolem roku 400

Diocletianus se narodil zřejmě poblíž města Salona (dnešní Solin) v Dalmácii někdy kolem roku 244. Jeho rodiče ho pojmenovali Diocles, případně Diocles Valerius. Podle některých názorů byl datem jeho narození 22. prosinec, ovšem většina moderních historiků tuto skutečnost nepovažuje za prokázanou. Diocles byl nízkého původu, přičemž kriticky hodnotící badatelé se domnívají, že jeho otec byl písař nebo propuštěnec senátora Anullina, či dokonce že sám Diocles byl propuštěncem. Podrobnosti o prvních čtyřiceti letech jeho života nejsou příliš známy. Byzantský kronikář Ioannes Zonaras udává, že působil jako dux Moesiae, velitel vojenských sil na dolním Dunaji. Podle nespolehlivých údajů Historie Augusty sloužil Diocles v Galii, kde se mu mělo dostat znamení o jeho budoucí vládě, nicméně tato zmínka není podepřena jinými prameny. V roce 282 provolaly legie rozložené v Raetii a Noricu, na horním Dunaji, pretoriánského prefekta Marca Aurelia Cara císařem, čímž začala vzpoura proti císaři Probovi. Vojáci umístění v Sirmiu (Sremska Mitrovica) se odmítli postavit Carovi a místo toho Proba zavraždili. Diocles si brzy získal Carovu důvěru, za což byl jmenován velitelem protectores domestici, jízdního oddílu císařské tělesné stráže.
Již šedesátiletý Carus usiloval o založení dynastie, a proto bezodkladně povýšil své syny Carina a Numeriana do hodností caesarů. V roce 283 Carus obdařil Carina titulem augustus a zároveň mu svěřil vládu nad západní části impéria. Pak se za doprovodu Numeriana, Dioclea a pretoriánského prefekta Apera odebral na východ, aby se utkal se sásánovskou říší. Sásánovci byli od smrti Šápúra I. zaneprázdněni dynastickými rozbroji, a nebyli tudíž schopni účinně čelit Carovu postupu. Podle Zonara, Eutropia a Festa dobyl Carus nad Sásánovci velkého vítězství a obsadil perská sídelní města Seleukii a Ktésifón, která se nacházela na protějších březích řeky Tigris. Na oslavu tohoto úspěchu přijali Carus a jeho synové titul Persici maximi. V červenci nebo počátkem srpna však Carus zemřel po údajném zásahu bleskem.

### Uchopení moci

#### Numerianova smrt
Carovo úmrtí učinilo z jeho neoblíbených synů Numeriana a Carina nové vládce říše. Carinus ihned podnikl cestu z Říma do Galie, kam dorazil v lednu 284. Numerianus zatím prodléval na východě. Římský ústup z Persie probíhal spořádaně a bez odporu, protože perský velkokrál Bahrám II. se musel zabývat prosazením své autority. V březnu 284 dosáhl Numerianus Emesy (Homs) v Sýrii a v listopadu stanul v Malé Asii. V Emese byl nepochybně stále naživu a v dobré kondici, ačkoli zde svým jménem vydal pouze jediný reskript. Po opuštění Emesy rozhlásili příslušníci císařova velitelského sboru, včetně prefekta Apera, že Numerianus trpí zánětem očí a musí cestovat v krytých nosítkách. Poté, co vojsko dorazilo do Bithýnie, někteří z Numerianových mužů ucítili z nosítek linoucí se zápach připomínající rozkládající se tělo. Když poodhalili závěs, objevili uvnitř Numeriana mrtvého.
Aper tuto událost oficiálně zveřejnil v listopadu v Nikomédii. Numerianovi velitelé a tribunové byli vzápětí svoláni k poradě o nástupnictví a navzdory Aperovým ambicím se vyslovili pro Dioclea. 20. listopadu 284 se východní vojenské sbory shromáždily na kopci nedaleko Nikomédie, kde jednohlasně pozdravily Dioclea jako svého nového císaře. Diocles přijal císařské purpurové roucho, načež pozvedl svůj meč k slunečnímu svitu a složil přísahu, jíž se zříkal odpovědnosti za Numerianovu smrt. Následně prohlásil, že Aper zavraždil Numeriana a tuto skutečnost zatajil. Před zraky nastoupené armády Diocles vytasil meč a vlastnoručně Apera zabil. Krátce po Aperově smrti si Diocles změnil jméno na více latinsky znějící „Diocletianus“.

#### Konflikt s Carinem

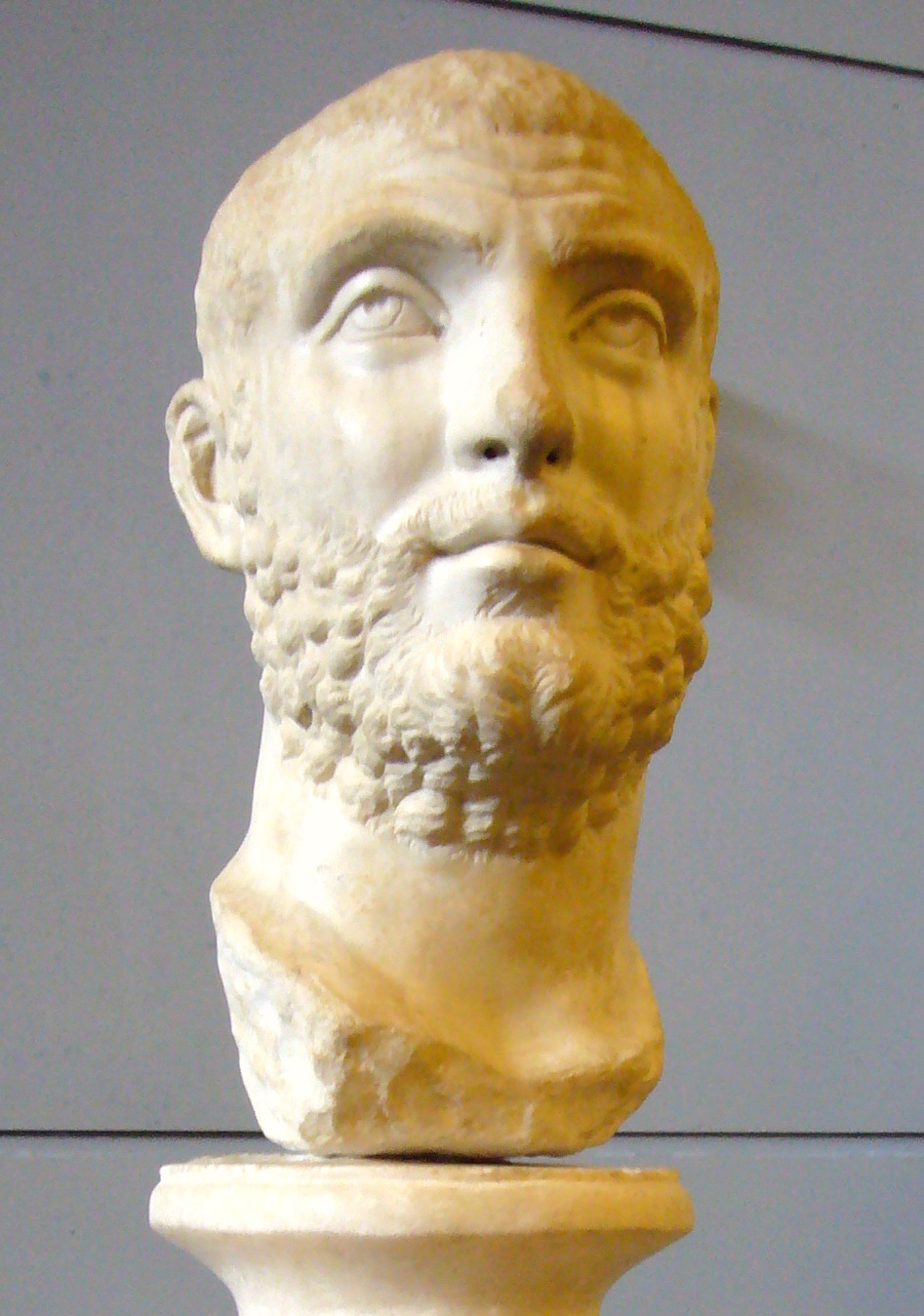
Carinova busta v Kapitolských muzeích

Po svém nástupu na trůn se Diocletianus stal spolu s Luciem Caesoniem Bassem novým konzulem na místo Carina a Numeriana. Bassus byl členem senátorského rodu původem z Kampánie a za vlády Proba zastával konzulát a působil jako prokonzul Afriky, neboť oplýval mimořádně skvělou pověstí. Jednalo se tedy o muže dobře obeznámeného s vládnutím, v čemž Diocletianovi chyběly zkušenosti. Diocletianovo povýšení Bassa symbolizovalo jeho odmítnutí Carinovy vlády v Římě, stejně jako odmítnutí podřízeného postavení vůči jinému císaři. Dále tím dával najevo ochotu pokračovat v dlouhotrvající spolupráci mezi senátorskou aristokracií a vojskem, a ucházel se tak o podporu senátu.
Diocletianus nebyl jediným Carinovým vyzyvatelem, jelikož uzurpátor Marcus Aurelius Julianus převzal kontrolu nad severní Itálií a Panonií nedlouho po Diocletianově ustavení císařem. Julianus nechal ve městě Siscia (Sisak) razit mince, na nichž se prohlašoval za císaře a sliboval svobodu. Diocletianus mohl díky tomu snáze líčit Carina jako krutého a nesnesitelného tyrana. Julianovy síly byly však nepatrné a po Carinově příchodu z Británie do severní Itálie byly lehce potřeny. V zimě 284 až 285 Diocletianus pronikl na Balkán. Na jaře krátce před koncem května narazilo jeho vojsko na Carinovy vojáky při přechodu řeky Margus (Morava) v Moesii. Podle současného vysvětlení se místo setkání nacházelo mezi pohořím Mons Aureus (západně od Smedereva) a městem Viminacium (poblíž Bělehradu).
Třebaže Carinovo vojsko bylo početně silnější, jeho pozice byla nejistější. Carinova vláda postrádala popularitu, což bylo později zdůvodňováno jeho špatným přístupem k senátu a tím, že sváděl manželky svých důstojníků. Flavius Constantius, správce Dalmácie a někdejší Diocletianův spolubojovník z císařské tělesné stráže, přešel pravděpodobně na stranu Diocletiana. Když začala bitva u Margu, následoval Constantiova příkladu rovněž Carinův pretoriánský prefekt Aristobulus. V průběhu boje byl pak Carinus zabit vlastními muži. Po Diocletianově vítězství ho uznaly za císaře jak západní, tak východní armády. Poté, co mu poražené vojsko složilo přísahu věrnosti, vypravil se Diocletianus do Itálie.

### Počátek vlády
Po bitvě u Margu se Diocletianus zapojil do bojů proti Kvádům a Markomanům. Posléze odcestoval do severní Itálie, aby si zajistil svoji vládu, není ovšem jisté, zda při této příležitosti navštívil samotný Řím. Existují sice soudobé mince připomínající císařův příchod (adventus) do města, někteří moderní badatelé však tvrdí, že Diocletianus se městu vyhnul, protože Řím a jeho senát již neurčovaly chod římské politiky. To je dobře patrné i ze skutečnosti, že Diocletianus datoval počátek své vlády od okamžiku svého provolání vojáky, jemuž dával přednost před svým potvrzením senátem. Pokud vůbec Diocletianus do Říma vstoupil, nesetrval zde příliš dlouho, neboť 2. listopadu 285 je doložena jeho přítomnost na Balkáně během tažení proti Sarmatům. Diocletianus nahradil římského prefekta svým kolegou v konzulátu Bassem. Nicméně většina hodnostářů sloužících Carinovi si podržela své úřady i za Diocletiana. Aurelius Victor to ve svém díle označil za neobvyklý akt mírnosti (clementia). Diocletianus nenechal popravit, ani sesadit Carinova věrolomného pretoriánského prefekta a konzula Aristobula, nýbrž ho potvrdil v obou funkcích a později ho ustavil prokonzulem Afriky a městským prefektem.

#### Maximianus spolucísařem

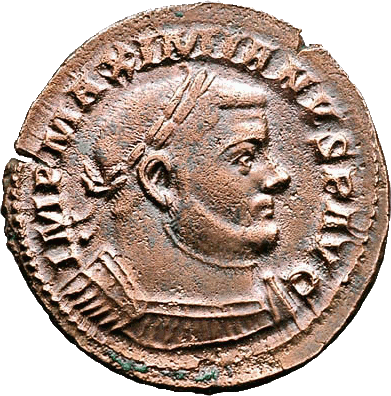
Maximianus se podle všech pramenů vyznačoval loajalitou, jíž vyvažoval své vojenské a povahové nedostatky

Krize třetího století přesvědčivě prokázala, jak nebezpečná může být pro stabilitu říše samovláda. Zavraždění Aureliana a Proba svědčila o reálnosti tohoto faktu. Takřka všechny provincie říše byly navíc vystaveny značným hrozbám, jejichž zvládnutí bylo nad síly jediné osoby, a Diocletianus proto potřeboval zástupce. V červenci 285 Diocletianus jmenoval v Mediolanu (Milán) svého přítele a důstojníka Maximiana svým spolucísařem v hodnosti caesara. Koncept dvojvládí nepředstavoval v římské říši neznámý jev. Už Augustus, první císař, sdílel moc se svými kolegy v úřadě. Formálnější podoba spoluvlády existovala od dob Marca Aurelia. Vláda Cara a jeho synů vycházela z týchž principů. Na rozdíl od většiny svých předchůdců měl Diocletianus pouze jedinou dceru Valerii a žádného syna. Jeho spoluvládce nemohl tedy pocházet z okruhu jeho rodiny, čímž byla oslabena vzájemná důvěra. Někteří historikové se domnívají, že Diocletianus podobně jako určití císařové před ním adoptoval Maximiana jako „augustova syna“ (filius Augusti). Toto tvrzení není ale všeobecně akceptováno.
Poměru mezi Diocletianem a Maximianem byl záhy dodán náboženský rozměr, jelikož zhruba v roce 287 si Diocletianus osvojil titul Iovius, zatímco Maximianus byl obdařen titulem Herculius. Tato označení měla zřejmě vyjadřovat povahu jejich společného vedení. Diocletianus měl jako Jupiter zaujímat výraznější roli při plánování a velení, naproti tomu Maximianus měl vystupovat jako Héraklés, Jovův hrdinský syn. Přes všechnu náboženskou symboliku nenáleželo císařům postavení „bohů“ v tradičním císařském kultu, ačkoli jako takoví byli opěvováni v panegyrikech. Byli vnímáni spíše jako náměstci bohů, uskutečňující jejich vůli na zemi. Posunem od vojenské aklamace k božskému posvěcení byl také podkopáván vliv armády na určování císařů. Náboženská legitimita pozvedla Diocletiana a Maximiana nad jejich potenciální soupeře způsobem, jemuž se vojenská moc ani dynastické nároky nemohly vyrovnat. Po svém povýšení se Maximianus vydal do Galie, aby potlačil bagaudy, místní povstalce. Diocletianus se vrátil na východ.

#### Sarmati a Peršané
V průběhu podzimu 285 se Diocletianus setkal s vyslanci Sarmatů, žádajících císaře buď o pomoc při znovudobytí ztraceného území, nebo o dovolení usadit se na římském území. Diocletianus je odmítl a svedl s nimi bitvu, avšak nebyl schopen je rozhodně porazit, neboť tlak nomádů na hranice říše nepolevil. Nadcházející zimu strávil Diocletianus v Nikomédii. Ve východních provinciích mezitím vypuklo povstání, zapříčiněné Diocletianovou snahou odvést z Asie osadníky k zalidnění dřívějšími válkami zpustošené Thrákie. V roce 287 dosáhl Diocletianus diplomatického úspěchu, když Bahrám II. poskytl císaři vzácné dary, prohlásil se přítelem říše a vyzval Diocletiana, aby ho navštívil. Podle římských pramenů bylo jednání perského krále zcela dobrovolné.
Zhruba v témže období se Peršané zřekli svých nároků na Arménii a uznali římskou vládu nad územím rozkládajícím se západně a jižně od Tigridu. Západní část Arménie byla začleněna do římské říše a přeměněna v provincii. Tiridates III., pretendent arménského trůnu z rodu Arsakovců a římský klient, jenž byl sesazen a přinucen k odchodu do vyhnanství po perském vpádu v letech 252 až 253, se v roce 287 směl ujmout vlády v Arménii, aniž by narazil na odpor ze stran Sásánovců. Bahrámovy dary byly všeobecně chápány jako doklad symbolického vítězství v přetrvávajícím válečném konfliktu s Persií. Diocletianus byl za to oslavován jako tvůrce „věčného míru“. Tato událost mohla znamenat formální završení Carovy východní výpravy, jež patrně skončila bez uzavření mírové smlouvy. Po dojednání míru s Peršany reorganizoval Diocletianus mezopotámskou hranici a opevnil města na Eufratu.

#### Maximianus augustem
Maximianovo tažení se nevyvíjelo tak jednoduše, přestože bagaudové byli snadno potlačeni. Carausius, velitel obrany saského pobřeží (litus Saxonicum) před saskými a franskými piráty, zpronevěřil kořist získanou od nájezdníků. Když se ho Maximianus pokusil zadržet, Carausius se prohlásil za císaře, čímž podnítil Británii a severozápadní Galii k odpadnutí od Maximiana a Diocletiana. Vzhledem k vzniklé krizi přijal Maximianus 1. dubna 286 titul augusta, čemuž Diocletianus nemohl být téměř jistě přítomen. Bylo proto vzneseno podezření, že Maximianus si tento titul uzurpoval a později byl Diocletianem uznán v naději na předejití hrozící občanské válce. Jakkoli není tato domněnka považována za reálnou, je jasné, že Diocletianus ponechal Maximianovi určitou míru nezávislosti rozhodování.

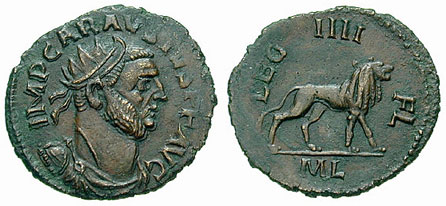
Carausius, vzdorocísař v Británii

Maximianus seznal, že není schopen přemoci uzurpátora ihned, a místo toho se po celý rok 287 věnoval boji s kmeny za Rýnem. Teprve následujícího jara zahájil výstavbu flotily k expedici do Británie. Diocletianus se zatím vrátil z východu a společně s Maximianem uspořádal tažení proti Alamanům. Diocletianus vpadl do Germánie přes Raetii, přičemž Maximianus postupoval proti barbarům od Moguntiaka (Mohuč). Císařové dali spálit úrodu, a připravili tak Germány o veškeré potraviny. Kromě toho připojili k říši nová území, umožňující jim nerušeně pokračovat v přípravách proti Carausiovi. Diocletianus poté podnikl chvatné tažení proti Sarmatům, o němž se nezachovaly žádné detaily. V roce 289 přijal císař čestný titul Sarmaticus Maximus.
Na východě navázal Diocletianus diplomatická jednání s pouštními kmeny, obývajícími oblasti mezi římským a perským územím. Jeho cílem bylo učinit z nich spojence Říma, a oživit tak někdejší prořímskou palmýrskou sféru vlivu, případně se snažil omezit četnost jejich útoků na římské teritorium. Leckteří z oslovených náčelníků byli poddanými perského krále, což zvýšilo napětí ve vzájemných vztazích. Pravděpodobně na jaře 290 přišel Maximianus o loďstvo, jež budoval v uplynulých dvou letech. Panegyrikové, zmiňující se o této pohromě, ji přičítali bouři, avšak nelze vyloučit, že tak chtěli zmírnit rozpaky z utrpěné porážky. Záhy po tomto nezdaru Diocletianus přerušil svoji cestu po východních provinciích a kvapně spěchal na západ. Někdy v zimě 290 až 291 došlo k velkolepému slavnostnímu setkání obou císařů v Mediolanu, při němž strávili většinu času veřejnými vystoupeními. Obecně se soudí, že Diocletianus chtěl tak demonstrovat svoji trvající podporu svému kolísajícímu kolegovi. Císařové se sešli rovněž s delegací z římského senátu, a obnovili tak nepříliš četné kontakty s touto institucí. Upřednostnění Mediolana před Římem dále srazilo sebevědomí hlavního města. Jistý panegyrik v této souvislosti poznamenal, že pravým centrem říše není Řím, nýbrž místo, kde sídlí císař. Pouze tam byla totiž přijímána rozhodnutí o politických a vojenských záležitostech. Augusti se setkali znovu v roce 303.

### Čtyřvládí

#### Založení tetrarchie

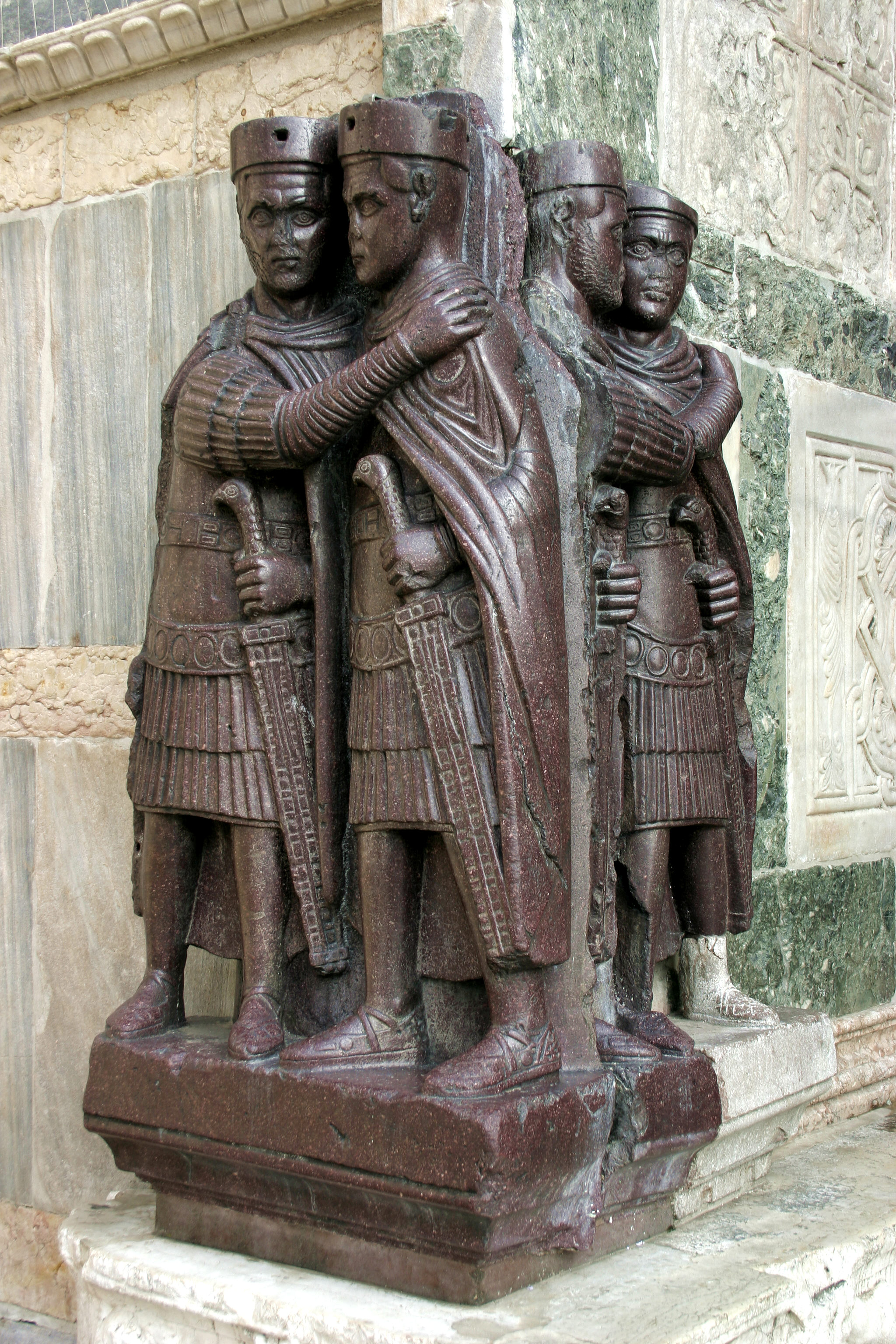
Tetrarchové (Náměstí svatého Marka, Benátky)

Někdy v období vymezeném schůzkou císařů v Mediolanu a rokem 293 svěřil Diocletianus velení ve válce s Carausiem Flaviu Constantiovi, který dříve vykonával správu Dalmácie a byl zkušeným vojákem, jelikož se účastnil už Aurelianova tažení proti Zenobii. V Galii působil Constantius jako Maximianův pretoriánský prefekt, který navíc byl manželem Maximianovy dcery Theodory. 1. března 293 udělil Maximianus v Mediolanu hodnost caesara Constantiovi. Na jaře téhož roku učinil Diocletianus buď ve Philippopoli (Plovdiv), nebo v Sirmiu caesarem Galeria, manžela své dcery Valerie a snad i svého pretoriánského prefekta. Constantiovi byla přidělena správa Galie a Británie. Galerius měl řídit Sýrii, Palestinu a Egypt, a vedle toho mu náležela také odpovědnost za východní hranici.
Toto uspořádání je nazýváno tetrarchií, z řeckého výrazu označujícího „vládu čtyř“. Císařové tetrarchie si počínali jako fakticky nezávislí vládcové svých domén, pohybující se po provinciích v doprovodu svého dvora, úředníků, tajemníků a vojska. Jejich svazky byly stvrzeny sňatky mezi jejich příbuznými, přičemž Diocletianus a Maximianus vystupovali jako bratři. Starší spolucísařové pak v roce 293 formálně adoptovali Galeria a Constantia za své syny. Tyto vzájemné vazby naznačovaly posloupnost nástupnictví: Galerius a Constantius se měli stát augusty po odchodu Diocletiana a Maximiana. Maximianův syn Maxentius a Constantiův syn Konstantin měli být potom povýšeni na caesary. Za účelem přípravy pro jejich budoucí roli byli Konstantin a Maxentius odvedeni na Diocletianův dvůr do Nikomédie.

#### Konflikt na Balkáně a v Egyptě
Na jaře 293 Diocletianus provázel Galeria na cestě ze Sirmia do Byzantia. Nato se odebral zpět do Sirmia, odkud se v následujícím roce vydal na výpravu proti Sarmatům, nad nimiž dosáhl vítězství. Tato porážka přiměla Sarmaty upustit od útoku na balkánské provincie, což císaři umožnilo postavit předsunuté pevnosti podél severního břehu Dunaje. Nová opevnění se stala součástí obranné linie nazvané Ripa Sarmatica („sarmatský břeh“). V letech 295 a 296 podnikl Diocletianus další tažení v tomto regionu a přivodil porážku kmeni Karpů. Ke konci své vlády Diocletianus spolehlivě zabezpečil dunajskou hranici v celé její délce, když ji opatřil pevnostmi, předmostími, silnicemi, opevnil okolní města a přikázal asi patnácti legiím střežit zdejší provincie. Opatření se ukázala jako velice nákladná, nicméně představovala významný přínos k ochraně místního obtížně bránitelného regionu.
Galerius se mezitím potýkal s rebely v Egyptě. V roce 295 se vydal do Sýrie, aby zde čelil vzmáhajícím se Peršanům. Diocletianův záměr sladit egyptský systém výběru daní s císařským vzbudil nespokojenost, jež po Galeriově odchodu vyústila v nové povstání. Uzurpátor Lucius Domitius Domitianus se v červenci nebo srpnu 297 prohlásil císařem, načež většina Egypta, včetně Alexandrie, uznala jeho vládu. Diocletianus se odebral do Egypta a na podzim 297 potlačil povstalce v Horním Egyptě. Poté oblehl Alexandrii. V prosinci téhož roku Domitianus zemřel, čehož Diocletianus využil k zajištění kontroly egyptského venkova. Alexandrie, jejíž obranu řídil Aurelius Achilleus, odolávala až do března 298. Po svém dobytí bylo město potrestáno zbavením práva ražby mincí. Diocletianovy správní reformy uvedly egyptskou administrativu v soulad s římskými standardy. V létě se císař vypravil proti proudu Nilu a navštívil města Oxyrhynchos a Elefantinu. V Núbii sjednal mír s kmeny Blemmyů a Nobateů. Podle podmínek mírové smlouvy se římská hranice posunula na sever k městu Philae, přičemž Nobateové obdrželi roční platbu ve zlatě. Brzy nato opustil Diocletianus Egypt a odcestoval do Sýrie. V Mezopotámii se pak setkal s Galeriem.

#### Válka s Persií

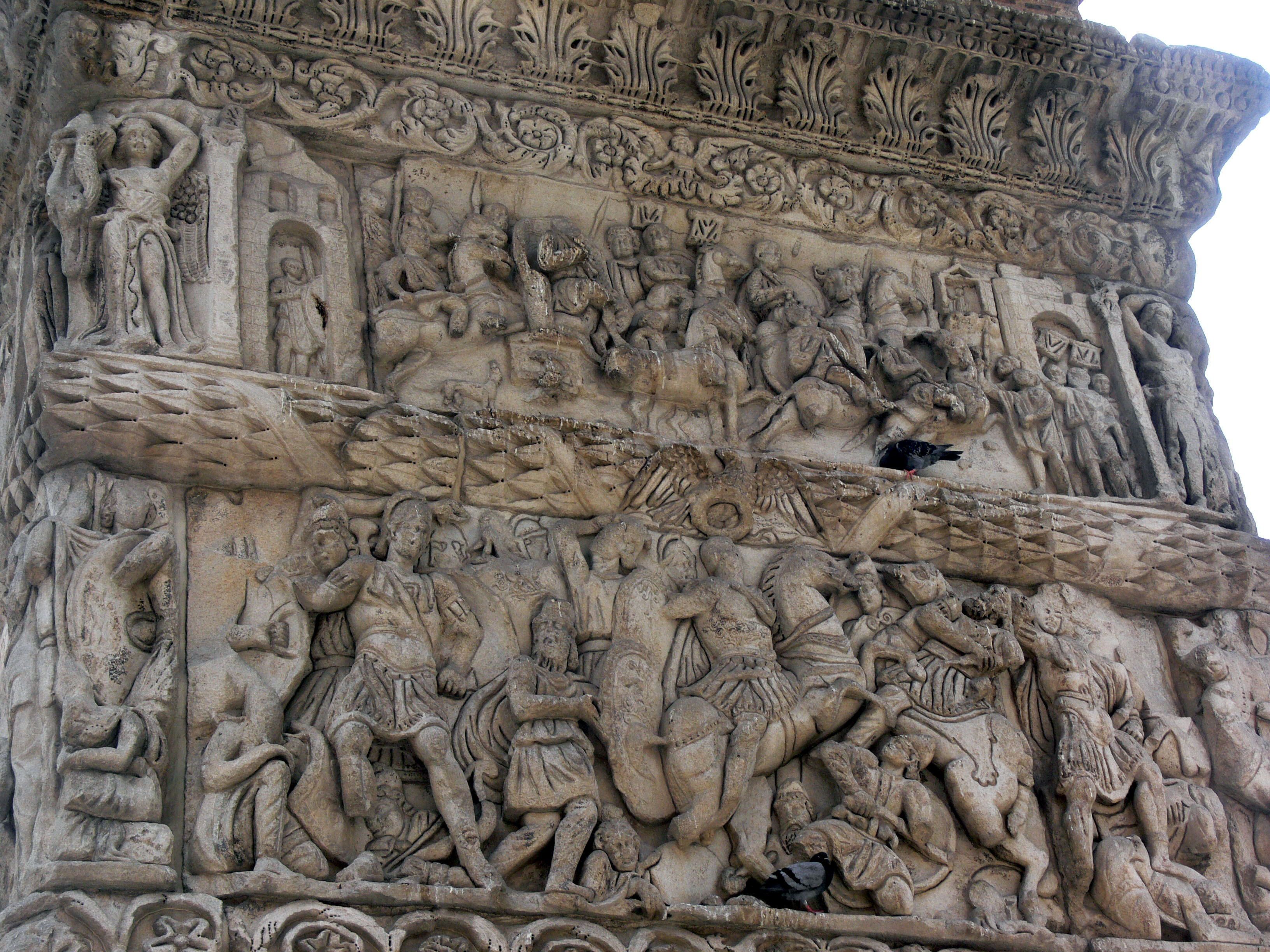
Výjev z Galeriova oblouku v Soluni znázorňující boj s Peršany

V roce 293 se v Persii chopil moci Narsé, syn Šápúra I., který byl v otázce nástupnictví po dlouhou dobu opomíjen. Narsé odklidil Bahráma III., mladého krále dosazeného po smrti Bahráma II. v předchozím roce. Po vzoru Bahráma II. věnoval Narsé Diocletianovi dary, na což Diocletianus zareagoval vysláním emisarů. V samotné Persii však Narsé odstranil všechny zmínky odkazující na jeho bezprostřední předchůdce. Sám sebe ztotožňoval s bojovnými králi, jako byl Ardašír I., a především Šápúr I., jenž vydrancoval Antiochii a zajal císaře Valeriana.
Narsé v roce 295 nebo 296 vyhlásil Římanům válku a napadl Arménii, kde obsadil území odevzdaná podle dřívější mírové smlouvy Tiridatovi. Potom postoupil na jih do římské Mezopotámie. Někde v oblasti mezi městy Karrhy (Harran) a Callinicum (Ar-Raqqa) uštědřil perský král Galeriovi vážnou porážku. O Diocletianově přítomnosti v této bitvě panují pochybnosti, každopádně rychle ze sebe sejmul odpovědnost za prohru, jelikož při veřejném vystoupení v Antiochii byla všechna vina svržena na Galeria. Diocletianus Galeria otevřeně potupil, když ho přinutil kráčet oděného v císařském purpuru míli před císařským průvodem.
Galeriovy vojenské sbory byly na jaře 298 posíleny kontingenty rekrutů čerstvě odvedenými v podunajských provinciích. Protože Narsé nevyužil římské porážky k dalším vpádům do Arménie a Mezopotámie, přešel Galerius do protiútoku. Zda se Diocletianus osobně účastnil tažení, není jasné, patrně odešel zpět do Egypta, nebo setrval v Sýrii. Narsé se rozhodl následovat Galeriovo vojsko do Arménie, ovšem hornatý arménský terén znevýhodňoval perskou jízdu vůči římské pěchotě. Galeriovi se zde podařilo dosáhnout dvou velkých vítězství nad Narsem, a v průběhu druhého střetnutí Římané dokonce obsadili královo ležení. Při tom se zmocnili královské pokladnice, harému a jeho manželky. Galerius poté pronikl k řece Tigris a ještě před ústupem na římské teritorium dobyl perské hlavní město Ktésifón.
Ještě během bojů vyslal Narsé ke Galeriovi posla se žádostí o propuštění jeho žen a dětí, avšak Galerius odmítl. Skutečné vyjednávání začalo teprve na jaře 299, kdy Římané prostřednictvím císařského sekretáře Sicoria Proba sdělili podmínky, za nichž byli ochotní válku ukončit. Arménie byla ponechána v římské sféře vlivu a Ibérie měla zachovávat věrnost Římanům. Pevnost Nisibis se měla stát jediným střediskem k udržování obchodních styků mezi Římem a Persií. Římanům byla svěřena kontrola nad pěti satrapiemi mezi řekou Tigris a Arménií: Ingilene, Sophene, Arzanene, Korduene a Zabdikene (při dnešním Hakkari). V těchto regionech se nacházely přechody přes Tigris v pohoří Antitaurus, včetně průsmyku Bitlis, nejpřístupnější jižní trasy do Arménie. Pás země, na němž se později nalézaly také strategicky důležité pevnosti Amida (Diyarbakır) a Bezabde, byl vystaven přímé vojenské okupaci Římanů. Držením tohoto území si Římané zajistili výhodný nástupní prostor k útokům na Ktésifón, a navíc zde byli schopni zpomalit jakýkoli budoucí perský vpád. Tigris se stal hranicí mezi oběma říšemi a současně Tiridates nabyl zpět svůj trůn. Řím posílil svůj kulturní vliv v oblasti, což vedlo v dalším desetiletí k intenzivnějšímu šíření křesťanství a v konečném důsledku k prohloubení christianizace Arménie.

### Pronásledování křesťanů a manicheistů

#### Počátky perzekucí
Po sjednání míru s Persií se Diocletianus a Galerius vrátili zpět do syrské Antiochie. Podle Lactantia někdy v roce 299 během císařovy účasti při provádění žertev a následného věštění za účelem předurčení budoucích dějů se haruspikům nepodařilo vyčíst znamení z vnitřností obětovaných zvířat, z čehož vinili křesťany na císařském dvoře. Nato císařové nařídili všem členům dvora, aby vykonali očistnou oběť. Dále odeslali dopisy vojenským velitelům, jimž přikázali vyžadovat od všech vojáků obětování pod hrozbou propuštění z armády. Diocletianus byl v náboženských otázkách konzervativně založeným mužem, jenž věřil v tradiční římské bohy, a považoval tedy očistu za nezbytnou. Eusebius, Lactantius a Konstantin přesto obviňovali především Galeria, nikoli Diocletiana, jako hlavního iniciátora pronásledování a jeho největšího zastánce. Galerius, který byl dokonce ještě zbožnější a horlivější v uctívání kultů než Diocletianus, vnímal pronásledování křesťanů jako politickou příležitost, a byl tudíž ochotný odklonit se od dosavadního pasivního přístupu císařské správy v této záležitosti.
Mezi léty 299 a 302 prodléval Diocletianus převážně v Antiochii. V zimě 301 až 302 navštívil Egypt a v Alexandrii zavedl rozdílení obilí. Poté, co v roce 296 došlo k určitým sporům se stoupenci manicheismu, nařídil Diocletianus upálit jejich vůdčí představitele. V březnu 302 vydal v Alexandrii reskript, v němž stanovil, že níže postavení manichejci musí být popraveni, zatímco jejich vůdcové musí být odesláni na práce do kamenolomů nebo dolů. Všechen majetek manichejců byl zabaven ve prospěch císařské pokladny. Mnoho z principů manichejského náboženství Diocletiana popuzovalo. Jednalo se zvláště o cizí původ této víry, její neobvyklost, způsob, jakým rozrušovala římské mravy a hodnoty, a její utkvělé nepřátelství k starobylým náboženským tradicím. Manicheismus byl tehdy navíc podporován Peršany, takže toto náboženství částečně figurovalo jako prostředek zahraniční politiky. Důvody Diocletianovy nelibosti vůči manicheismu se téměř shodovaly s příčinami jeho odporu proti křesťanství.

#### Velké pronásledování

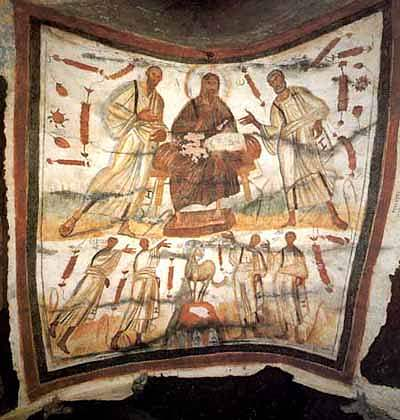
Katakomby svatého Marcellina a Petra v Římě. V horní části jsou znázorněni Kristus (uprostřed), svatý Petr a svatý Pavel. Pod nimi jsou vyobrazeni mučedníci Gorgonius, Petr, Marcellinus, Tiburtius

Na podzim 302 při pobytu v Antiochii přikázal Diocletianus, aby byl jáhen Romanus z Caesareie zbaven jazyka, neboť se protivil dvorním nařízením a odmítal oficiální žertvy. Romanus byl uvržen do vězení a v listopadu dalšího roku popraven. Opovážlivost tohoto křesťana Diocletiana urážela. V doprovodu Galeria se potom Diocletianus vypravil do Nikomédie, kde podle vyjádření Lactantia v zimě roku 302 císařové debatovali o politice ve vztahu ke křesťanům. Diocletianus prý považoval zákaz přístupu křesťanů do správy a vojska za dostatečný k uspokojení bohů, avšak Galerius se zasazoval za jejich vyhlazení. Posléze proto položili dotaz Apollónově věštírně v Didymě. Z orákula se ale doneslo, že „spravedliví na zemi“ překážejí Apollónovi v nalezení odpovědi. Těmito „spravedlivými“, jak byl Diocletianus zpraven svými dvořany, mohli být myšleni pouze křesťané. Nato Diocletianus vyhověl výzvám svého dvora a přistoupil k zahájení všeobecného pronásledování.
23. února 303 Diocletianus nařídil srovnat se zemí nově vybudovaný kostel v Nikomédii. Nechal také spálit všechny posvátné knihy a přikázal zkonfiskovat majetek. Následujícího dne byl zveřejněn Diocletianův edikt proti křesťanům, podle něhož měly být v celé říši zničeny všechny křesťanské písemnosti a kostely. Křesťanům se dále zakazovalo shromažďovat se kvůli vykonávání bohoslužeb. Koncem února proměnil oheň část císařského paláce v sutiny. Galerius potom přesvědčil Diocletiana, že za touto neblahou událostí stojí křesťané, kteří se spikli s palácovými eunuchy. Nastalé vyšetřování sice nevedlo k vypátrání viníků, přesto byli popraveni eunuchové Dorotheus a Gorgonius. Diocletianův sluha jménem Petr byl krutým způsobem umučen. Nejprve byl zbičován, poté byly jeho rány polity octem a posypány solí a nakonec byl pomalu a velice trýznivě opékán nad otevřeným ohněm. Popravy pokračovaly až do dubna 303, kdy bylo setnuto šest křesťanů, včetně biskupa Anthima. Šestnáct dnů po propuknutí prvního ohně zachvátil císařský palác nový požár. Galerius pak opustil Nikomédii, již už nepovažoval za bezpečnou, a brzy tak učinil i Diocletianus.
Třebaže byly vydány další edikty, na základě nichž byli křesťanští kněží vsazeni do vězení a obyvatelstvo říše bylo nuceno konat oběti, pronásledování skončilo nezdarem, protože křesťané unikali potrestání, zatímco pohané projevovali k perzekucím lhostejnost. Utrpení mučedníků posílilo odhodlanost jejich křesťanských druhů. Maximianus a Constantius neprosazovali dodržování pozdějších ediktů a proti křesťanům na západě nezasahovali s takovou urputností. V roce 311 prohlásil Galerius edikty namířené proti křesťanům za neplatné, čímž uznal, že stíhání nepřimělo křesťany k návratu k tradičnímu náboženství. Dočasné odpadnutí některých křesťanů od víry a odevzdávání biblí státním orgánům, k čemuž docházelo v průběhu pronásledování, sehrálo významnou roli ve vzniku donatistické hereze. Dvacet pět let po zavedení perzekucí vládl říši Konstantin, první křesťanský císař. Ten napravil důsledky protikřesťanských ediktů a navrátil křesťanům všechen zabavený majetek. Za Konstantinova panování se křesťanství pozvedlo na pozici preferovaného náboženství. Sám Diocletianus byl démonizován křesťanskými spisovateli: Lactantius naznačoval, že Diocletianova vláda zvěstovala apokalypsu. V srbské mytologii je Diocletianus zmiňován jako protivník Boha jménem Dukljan.

### Závěr života

#### Nemoc a vzdání se vlády
Počátkem zimy roku 303 vstoupil Diocletianus do Říma a 20. listopadu tam spolu s Maximianem oslavil dvacáté výročí svého panování (vicennalia), desáté výročí tetrarchie (decennalia) a triumf ve válce s Peršany. Diocletianus se začal brzy cítit nespokojený ve městě, v němž mu nebyla projevována patřičná úcta vzhledem k jeho nadřazenému postavení, neboť se zde od něho očekávalo, že bude vystupovat jako aristokratický vládce, nikoli jako absolutistický monarcha. V závěru prosince Diocletianus předčasně ukončil svůj pobyt v Římě a odešel na sever. Dokonce nevyčkal ani oficiálního uvedení do svého už devátého konzulátu a místo toho podstoupil tuto ceremonii v Ravenně. V díle Panegyrici Latini a v Lactantiově líčení se vyskytují určité náznaky Diocletianova chystaného budoucího vzdání se moci, jež měl uskutečnit v Římě spolu s Maximianem. Podle těchto pramenů měl Maximianus slíbit podporu Diocletianovu záměru při obřadu v chrámu Jova Nejlepšího a Největšího. Z Ravenny zamířil Diocletianus k Dunaji a patrně za účasti Galeria vedl tažení proti Karpům. Během kampaně lehce onemocněl, ovšem jeho zdravotní stav se zanedlouho zhoršil a musel být přenášen v nosítkách. Koncem léta se vydal do Nikomédie, kde v listopadu zkolaboval. Celou následující zimu strávil uvnitř paláce. Zvěsti o blížícím se Diocletianově úmrtí byly drženy v tajnosti, dokud Galerius nebyl schopen přijít do města převzít vládu. 13. prosince se zdálo, že se Diocletianus ocitl na prahu smrti. Město se oddalo oplakávání císaře, jež bylo ale přerušeno oznámením o zlepšení jeho stavu. Když se Diocletianus na začátku března 305 opět objevil na veřejnosti, byl viditelně zesláblý a vyčerpaný.
Galerius dorazil do města v březnu. Podle Lactantia chtěl přetvořit tetrarchii přesvědčením Diocletiana k odstoupení a obsazením císařských hodností jemu oddanými jedinci. Nátlakem a hrozbami měl prý Galerius posléze Diocletiana přimět, aby se podrobil jeho plánu. Lactantius k tomu poznamenává, že totéž měl učinit i s Maximianem v Sirmiu. 1. května 305 Diocletianus svolal své velitele, přítomné vojenské sbory a zástupce ostatních legií na onom kopci nedaleko Nikomédie, na němž byl kdysi prohlášen císařem. Před sochou Jova, svého ochranného božstva, oslovil Diocletianus shromážděný dav. Se slzami v očích jim pověděl o své slabosti, touze po odpočinku a o svém úmyslu abdikovat. Rovněž prohlásil, že musí přenechat službu říši někomu silnějšímu. Tak se stal prvním římským císařem, jenž se dobrovolně vzdal moci.
Většina z mužů v davu věřila, že Konstantin a Maxentius, jediní dospělí synové vládnoucích císařů, kteří byli dlouho připravováni k nástupnictví, budou pověřeni tituly caesarů. Konstantin se účastnil několika tažení po boku Diocletiana a v letech 303 až 305 prodléval v paláci v Nikomédii. Maxentiovi se pravděpodobně dostalo stejného zacházení. Lactantius poznamenává, že v okamžiku, kdy Diocletianus projevil svoji vůli abdikovat, všichni vojáci obrátili svůj zrak ke Konstantinovi. Navzdory tomuto očekávání byli však za caesary prohlášeni Maximinus Daia a Severus. Maximinus se ještě při obřadu objevil vedle Diocletiana a převzal jeho roucho. V tentýž den složil svůj úřad v Mediolanu také Maximianus, místo něhož se stal augustem Constantius. Konstantin a Maxentius byli při předání vlády zcela opomenuti, což pro další trvání tetrarchie nevěstilo nic dobrého.

#### Odchod do ústraní a smrt
Diocletianus se po svém odchodu vrátil do rodné Dalmácie. Usadil se v rozlehlém paláci postaveném na pobřeží Jaderského moře poblíž Salony, administrativního centra provincie. Maximianus se uchýlil na statky v Kampánii nebo Lukánii. Třebaže se stáhli z veřejného života, oba udržovali stálý kontakt s ostatními císaři. Galerius se v roce 308 ujal úřadu konzula s Diocletianem jako svým kolegou. Na podzim téhož roku se Galerius a Diocletianus setkali na konferenci ve městě Carnuntum. Diocletianus i Maximianus zde byli přítomni, když Galerius ustavil v listopadu Licinia augustem na místo Severa, který přišel o život přičiněním Maxentia. Maximianovi, jenž se pokoušel získat zpět svoji dřívější moc, Diocletianus přikázal setrvat nastálo v ústraní. Obyvatelé Carnunta prosili Diocletiana, aby se opět chopil trůnu a urovnal konflikty vyvolané Konstantinovým vzestupem a Maxentiovou uzurpací. To však Diocletianus odmítl.
V pozdějších letech pobýval ve svém sídle na pobřeží Dalmácie a zbývající dny svého života trávil v palácových zahradách. Byl svědkem zhroucení jím založeného systému tetrarchie, rozvráceného nesvorností a sobeckými ambicemi svých nástupců. Doslechl se i o Maximianově třetím pokusu o uchopení vlády, jeho vynucené sebevraždě a zatracení (damnatio memoriae). V samotném Diocletianově paláci byly rozbity nebo zničeny všechny sochy a portréty jeho někdejšího císařského druha. Ohledně roku Diocletianovy smrti panují značné nejasnosti – spekuluje se o letech 312, 313 a 316 – zdá se tedy nanejvýš pravděpodobné, že přežil i Galeria, posledního ze svých spolucísařů.

## Reformy

### Tetrarchie a vládní ideologie

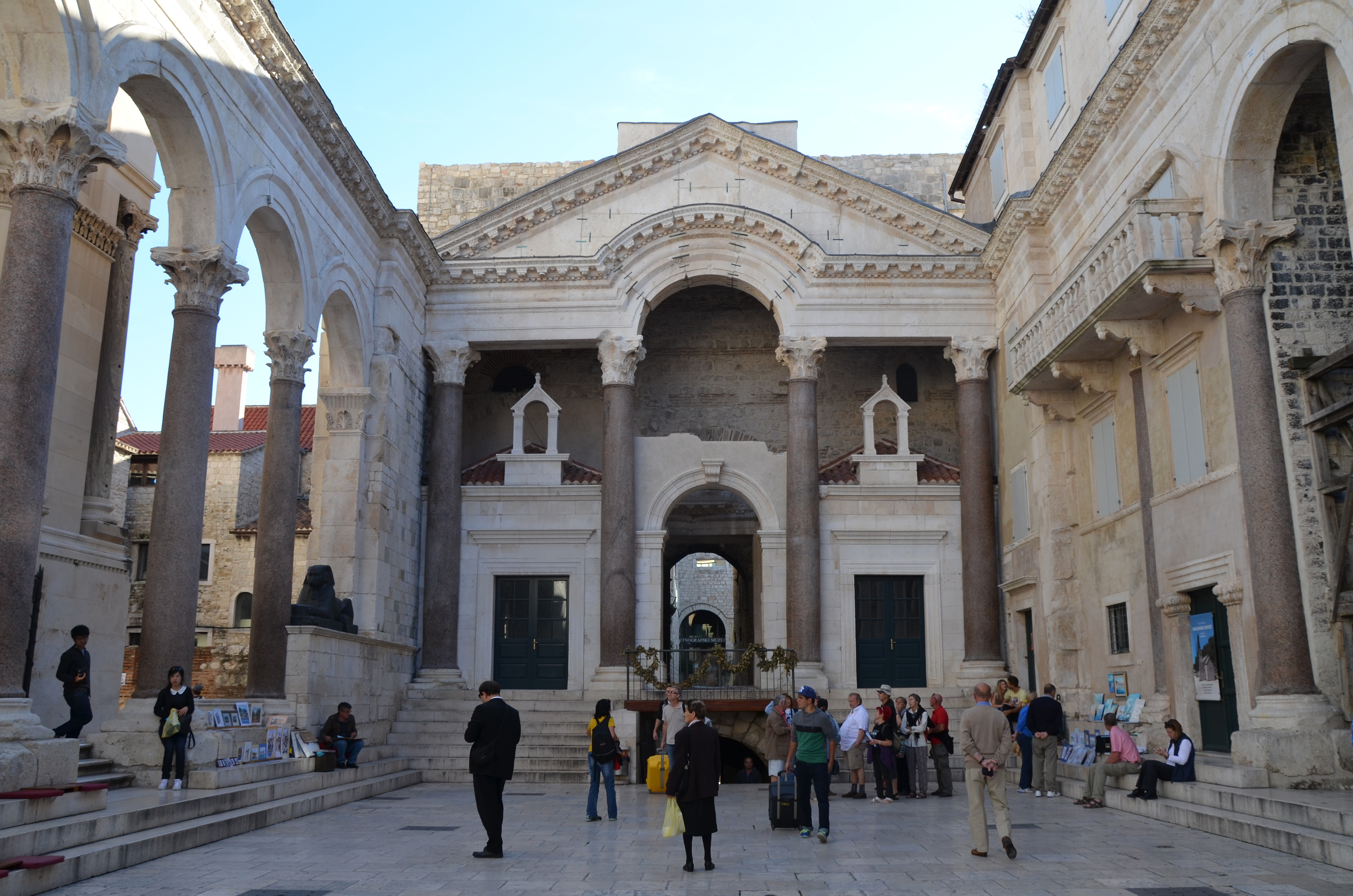
Současný pohled na Diokleciánův palác ve Splitu

Diocletianus chápal sám sebe jako obnovitele, ztělesnění autority, jehož povinností bylo navrátit říši mír, stabilitu a spravedlnost vážně poškozené invazemi barbarských hord. Proto zásadním způsobem systematicky reorganizoval a centralizoval politickou moc. V rámci své vlády nutil různorodé a leckdy neochotné skupiny provinciálního obyvatelstva, aby respektovaly císařskou ideologii. V soudobé císařské propagandě byla nedávná minulost překrucována a bagatelizována ve prospěch stylizování tetrarchů jako obnovitelů. Aurelianovy velkolepé činy byly přehlíženy, Carausiova revolta byla datována do vlády Galliena, čímž bylo naznačováno, že tetrarchové byli strůjci Aurelianova vítězství nad Palmýrou. Období mezi Gallienem a Diocletianem bylo tak účinně vymazáno z všeobecného povědomí. Dějiny říše před nastolením tetrarchie byly líčeny jako doba občanských válek, krutého despotismu a rozkladu státu. V nápisech, jež nesou jména tetrarchů, jsou Diocletianus a jeho druhové označováni za „obnovitele celého světa“, muže, jimž se podařilo porazit barbarské národy a upevnit klid. Diocletianus byl rovněž charakterizován jako „zakladatel věčného míru“. Téma obnovy bylo spojováno s důrazem na jedinečnost a úspěšnost tetrarchů samotných.
Městům, v nichž císařové tetrarchie často sídlili a mezi něž náležely Mediolanum, Trevír, Arles, Sirmium, Serdica, Soluň, Nikomédie a Antiochie, příslušela pozice císařských rezidencí na úkor Říma a jeho senátorské elity. Byl vyvinut nový, honosnější styl císařské ceremonie, zvýrazňující nadřazenost císaře vůči ostatním osobám. Augustova zdánlivě republikánská idea císaře jako „prvního mezi rovnými“ (primus inter pares) přestala být prosazována. Diocletianus rozšířil císařské insignie o diadém a jiné klenoty, přičemž zakázal nošení purpurového roucha všem kromě císařů. Po svých poddaných vyžadoval, aby v jeho přítomnosti podle orientálního vzoru poklekli a obrátili svůj obličej k zemi (adoratio), těm šťastnějším byla povolena výsada políbit lem císařova oděvu (proskynesis). Cirky a baziliky byly navrhovány tak, aby v nich bylo vždy možné spatřit obličej císaře. Císař se stal zosobněním mimořádné autority a každé jeho veřejné vystoupení bylo pečlivě zinscenováno. Tento způsob prezentace nebyl úplně nový, neboť mnoho jeho prvků lze identifikovat již v dobách vlády Aureliana nebo Septimia Severa. Ovšem teprve za tetrarchů byl formalizován a propracován k dokonalosti.

### Správa
Administrativa byla přetvořena v souladu s posunem od ideologie zastřeného republikánství k otevřené autokracii. Diocletianův sbor rádců, jeho consilium, se odlišoval od jakéhokoli obdobného orgánu jeho předchůdců, jelikož se odklonil od Augustem navozené iluze o císařské vládě jako předmětu spolupráce, resp. konzultace mezi císařem, vojskem a senátem. Na místo toho zavedl Diocletianus efektivní autokratickou strukturu. Tato proměna byla symbolizována novým označením císařské poradní instituce, jež nadále nebyla nazývána consilium, nýbrž consistorium (podle místnosti, v níž se jeho členové scházeli). Diocletianus uspořádal svůj dvůr v rozličné oddělené rezorty (scrina) pro výkon různých úkolů. Jejich vedení bylo svěřeno úředníkům nazývaným magistri, například magister officiorum („představený úřadů“), a přidruženým tajemníkům. Tito muži se zabývali vyřizováním petic, žádostí, korespondence, přípravou návrhů zákonů a navazováním zahraničních styků. Na svém dvoře udržoval Diocletianus také stálý orgán právních poradců, majících význačný vliv na soudní záležitosti. Dva úředníci dále prováděli správu státní pokladny (aerarium) a soukromého majetku císaře (fiscus). Nejdůležitější osobou celého dvora byl pretoriánský prefekt (praefectus praetorio). Diocletianus redukoval pretoriánskou gardu na úroveň městské posádky Říma a zmenšil kompetence prefekta v oblasti civilní správy, přesto si tento úřad podržel značnou moc. Prefektovi podléhal početný správní personál, jehož prostřednictvím určoval chod všech segmentů řízení státu: daňových záležitostí, administrativy, jurisprudence, částečně i vojenského velení. Pretoriánskému prefektovi příslušela proto hned po císaři druhá nejvýznamnější pozice.
Tato opatření vedla k razantnímu navýšení počtu úředníků ve vedení císařské administrativy. Lactantius to komentoval slovy, že lidí vybírajících daně je více než těch, kteří je platí. Podle odhadu Warrena Treadgolda se za Diocletiana zdvojnásobil počet příslušníků veřejné správy z 15 000 na 30 000. Historikové dospěli k závěru, že na každých 5 až 10 tisíc obyvatel říše připadal jeden úředník (pro srovnání v Číně dvanáctého století činil tento poměr jedna k 15 tisícům).
Za účelem zajištění efektivnějšího odvodu daní a jiných dávek a kvůli snazšímu vynucení práva vzrostlo za Diocletiana množství provincií ze zhruba padesáti na téměř sto. Provincie byly navíc seskupeny v dvanáct diecézí (dioecesis), v jejichž čele stáli úředníci s titulem vicarius. Rozdělení provincií muselo být později zčásti revidováno, k čemuž došlo krátce po roce 293 nebo na počátku 4. století. Diocletianovy reformy římské provinciální správy vedly k snazší publikaci a dostupnosti právních norem prostřednictvím velkého počtu místodržitelů spravujících menší oblasti s menším počtem obyvatel. Místodržící z řad senátorů a jezdců zastávali podle svého stavu titul proconsul, consularis, praeses nebo corrector. Reformy měly za následek taktéž zásadní změnu náplně místodržitelské funkce. Za principátu náležely každému správci provincie kompetence v oblasti vojenství a soudnictví, přičemž prokurátoři dohlíželi na berně. Od dob Diocletiana měli místodržitelé na starosti výkon spravedlnosti a daňový systém, zatímco vojenským velením byli pověřeni duces, důstojníci jednající nezávisle na civilní správě. Duces příležitostně řídili i dvě nebo tři z nově vytvořených provincií, takže mohli velet vojenským silám čítajícím mezi dvěma až zhruba dvaceti tisíci muži. Od místodržitelů se očekávalo, že vedle role soudců a daňových výběrčí obstarají rovněž fungování státní pošty (cursus publicus) a zabezpečí, aby kuriálové (curiales), členové městských rad, plnili své povinnosti.

### Zákonodárství

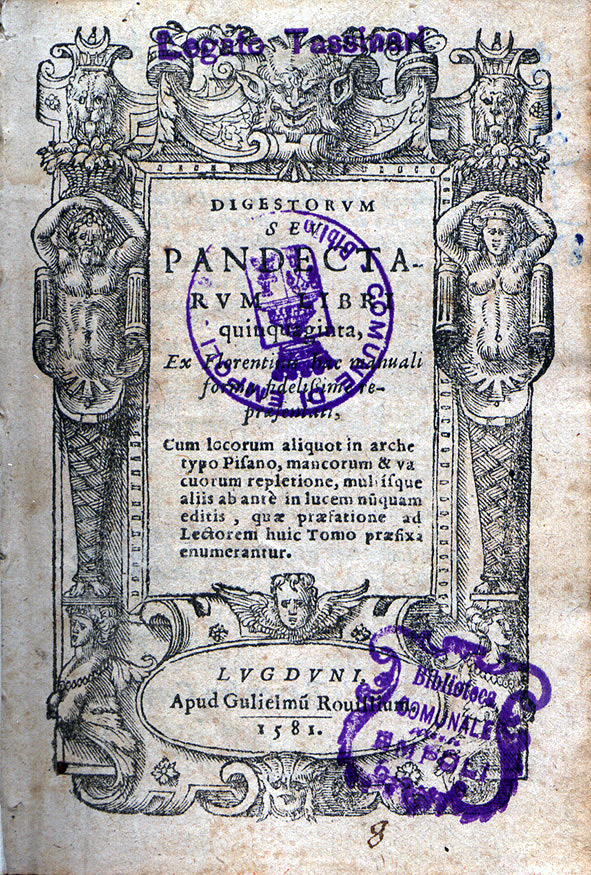
Otisk Digest z Justiniánovy kodifikace Corpus iuris civilis. Corpus vycházel z kodexů Gregoria a Hermogeniana, sebraných a zveřejněných za Diocletiana

Stejně jako u většiny ostatních císařů i Diocletianova denní činnost se z valné části týkala legislativy, reagování na výzvy a žádosti a sdělování rozhodnutí. Reskripty, závazné výklady, vydávané císařem v odpověď na dotazy účastníků veřejných nebo soukromých sporů, tvořily podstatnou část běžných povinností císařů druhého a třetího století. Diocletianus se potýkal s obrovským množstvím kancelářské práce a nedokázal patřičně delegovat své úkoly. Diocletianovi pretoriánští prefekti, Afranius Hannibalianus, Julius Asclepiodotus a Flavius Constantius, se snažili omezovat císařovo zahlcení úřední činností, avšak hluboký právní formalismus typický pro Římany činil jeho pracovní zatížení velice náročným. Císařové během čtyřiceti let před Diocletianovou vládou nevykonávali své právní povinnosti příliš svědomitě, o čemž svědčí i nízký počet reskriptů z tohoto období. Diocletianus se naproti tomu vyznačoval obdivuhodnou pílí, jelikož se dochovalo kolem 1200 reskriptů vyhlášených jeho jménem, jež byly patrně pouze menším dílem jím přijatých norem.
Pod dohledem právníků Gregoria, Aurelia Arcadia Charisia a Hermogeniana zahájila císařská vláda publikaci oficiálních soupisů precedentů, shromažďování a seřazování reskriptů, vydaných v době mezi Hadrianovým a Diocletianovým panováním. Codex Gregorianus obsahoval reskripty až do roku 292, zatímco aktualizovaný Codex Hermogenianus zahrnoval i sebrané reskripty Diocletiana z let 293 a 294. Samotní právníci byli úzkostlivě konzervativní, a tudíž neustále přihlíželi k dřívější římské praxi i teorii, v nichž hledali oporu. Oběma těmto kodexům byla dána volnější struktura, než jakou opatřili pozdější kompilátoři Codex Theodosianus a Codex Iustinianus. Nejenže nebyly tolik rigidní svým uspořádáním, navíc ani nebyly zveřejněny jménem císaře, nýbrž jmény svých tvůrců. Kodifikace právních norem představovala zásadní inovaci, která vtiskla římskému zákonodárnému systému centralizovanější podobu. Strmý nárůst počtu ediktů a reskriptů na konci 3. století lze vyložit jako doklad Diocletianova úsilí o konsolidaci společnosti způsobem odpovídajícím požadavkům císařského ústředí.
Poté, co byla realizována Diocletianova reforma provincií, byli místodržitelé často označováni termínem iudex neboli soudce. Provinciální správci se zodpovídali za svá rozhodnutí přímým nadřízeným a císaři. Patrně v této době se soudní spisy začaly doslovně shodovat s průběhem soudního řízení, a posloužily tak k jednoduššímu určení, zda ze strany místodržitele došlo k nevhodnému nebo podjatému chování. Prostřednictvím zápisů z líčení a práva na podání odvolání chtěla císařská moc prosadit dodržování určitých standardů chování soudci. Navzdory Diocletianovým reformním snahám zůstal ale soudní systém nadále nepřehledný, zvláště pokud občané podávali odvolání proti rozhodnutí místodržitelů. Například prokonzulové zastávali obvykle roli soudců první instance a současně i soudců příslušných k řízení o odvolání. Diocletianovi se tedy nepodařilo zabránit tomu, aby byl v četných případech volán k posouzení sporu.

### Armáda
Diocletianovy dalekosáhlé administrativní, hospodářské a vojenské reformy sledovaly zajištění potřebných lidských zdrojů a zásob pro vojsko. Patrně Diocletianus obnovil systematické každoroční odvody, k nimž za principátu docházelo jen výjimečně. Také se zdá, že byl autorem nařízení, poprvé zaznamenaného v roce 313, podle něhož synové vojáků nebo veteránů museli povinně vykonávat vojenskou službu. Pravděpodobně za Diocletiana došlo k více než dvojnásobnému navýšení počtu legií a jiných vojenských jednotek. Nicméně nově formované legie mívaly podstatně nižší stavy. Všichni tetrarchové měli k dispozici vlastní comitatus, který byl původně nepříliš početným vojenským útvarem, závislým na posilách poskytovaných pohraničními sbory.
Lactantius kritizoval Diocletiana za nadměrné zvýšení velikosti vojska a prohlašoval, že každý z tetrarchů usiloval o to, aby měl více vojáků než císařové spravující stát sami. Naproti tomu pohan Zósimos velebil Diocletiana za to, že ponechal vojáky na hranicích, zatímco Konstantin podle něho velkou část vojsk stáhl a umístil do měst, čímž ohrozil bezpečnost. Oba tyto názory se zakládají na pravdivých skutečnostech, ačkoli vystihují i předsudky obou autorů. Diocletianus a tetrarchové výrazně navýšili množství vojáků, především v pohraničních regionech. Ovšem přesné detaily těchto změn je obtížné zjistit kvůli nedostatečným pramenům. Za Diocletiana vzrostlo vojsko z přibližně 390 000 mužů v roce 285 na zhruba 581 000 mužů. Námořníků přibylo ze 46 000 na asi 64 000. Podle určitých názorů, opírajících se o byzantské prameny ze 6. století, však počet římských vojáků za Diocletiana činil kolem 390 000.
Enormní zvětšení státní správy a armády znamenalo i vyšší daňovou zátěž pro obyvatelstvo, zvláště když náklady na vojsko tvořily jednu z hlavních položek výdajů říše. Jelikož byrokracie pohlcovala podstatně větší část daňových příjmů, došlo k poklesu žoldu vojáků. Nižší plat snížil atraktivitu vojenského povolání, a římská armáda se tudíž musela spoléhat více na odvedence než na dobrovolníky. Podíl dospělé mužské populace působící v armádě se přesto zvětšil z 1 ku 25 na 1 ku 15, což někteří moderní historikové pokládají za extrémní nárůst. Vojáci byli leckdy placeni v naturáliích, přičemž v důsledku nízkého žoldu se mnozí z nich uchylovali k vydírání civilního obyvatelstva nebo k vykonávání občanských povolání.
Dokonce ještě vyšší pozornost než rozšíření vojska věnoval Diocletianus zásadnímu vylepšení obranného opevnění a infrastruktury podél římských hranic. To se týkalo jak obnovy stávajících a výstavby nových pevností, tak rekonstrukce strategicky důležitých silnic. Přestože archeologicky je velmi obtížné odlišit Diocletianovy fortifikace od těch, jež byly vybudovány za jeho předchůdců nebo nástupců, s jistotou lze určit, že byly přestavěny pevnosti podél linie řek Rýn-Iller-Dunaj, na jihu Egypta a na hranicích s Persií. Mezi klasické příklady Diocletianova obranného systému se řadí Strata Diocletiana, která se táhla od Eufratu kolem někdejší Palmýry až k severovýchodní Arábii.

### Daně
Diocletianus vytvořil jednotný systém pozemkových daní, označovaný jako capitatio-iugatio, jenž vycházel z množství půdy (iuga) a lidí („hlav“, capita) a byl spojen s obvyklým prováděním censu římské populace a majetku. Censem pověření úředníci se pohybovali po území říše a oceňovali pracovní sílu a půdu každého vlastníka polností. Zjištěné údaje následně zahrnovali do celkového součtu lidí a půdy v daném regionu. Iugum nepředstavovalo pevně danou výměru půdy, nýbrž záviselo na jejím charakteru, výnosu a pracovních silách nezbytných k jejímu obdělávání. Taktéž caput nemusel vždy vyjadřovat jednoho člověka, neboť třeba ženy byly často evidovány jako polovina jednoho caputu. Každá oblast říše měla obstarat určitý počet zvířat, peněz a rekrutů v poměru k jejímu počtu obyvatel a obdobně množství obilí v závislosti na hojnosti a kvalitě půdy. Povinnost poskytovat rekruty se nazývala praebitio tironum a postihovala určitý počet ze závislých rolníků (coloni) každého velkostatkáře. Ti směli odškodnit svého souseda, který případně dodal rekruty i za ně. Velkostatkářům bylo záhy umožněno odevzdávat státu místo rekrutů náhradní finanční plnění (aurum tironicum).
Většina daní byla splatná každoročně 1. září a jejich vymáhání byl uloženo dekurionům (decuriones), kteří byli osobně odpovědní za výběr. Jestliže od poddaných shromáždili méně daní, než kolik jim bylo předepsáno, museli rozdíl dorovnat z vlastních prostředků. Diocletianovy reformy přivodily rovněž zvýšení počtu finančních úředníků v provinciích, nazývaných rationales a magistri privatae. Ti hospodařili s majetkem ve vlastnictví státu a vykonávali dozor nad výběrem berně. V roce 296 Diocletianus vydal edikt, jímž reformoval provádění censu. Na území celé říše byly zavedeny censy pořádané jednou za pět let, nahrazující dosavadní praxi průběžného sčítání. Tím měly být zohledňovány možné změny v počtu lidí nebo obdělávané půdě. V zájmu zajištění spravedlnosti daňového systému byla Itálie zbavena výjimky z placení pozemkové berně. Kromě rozsáhlé oblasti kolem Říma byli nyní Italové povinni odvádět daně stejně jako obyvatelé ostatních provincií.
Diocletianovy edikty stavěly na všeobecné odpovědnosti všech plátců daně. Veřejné záznamy týkající se daní byly publikovány v zájmu transparentnosti, takže každý z plátců se mohl dozvědět, kolik uhradili jeho sousedé. Hodnost dekuriona byla za principátu poctou, o níž se ucházeli bohatí provinciálové, nicméně odpovědnost uvalená na ně Diocletianem činila jejich postavení příliš tíživým. Účinky nového systému byly všeobecně patrné: zeměměřiči se od dob tetrarchie poměrně běžně objevovali ve městech Blízkého východu a to i v relativně odlehlých oblastech. Římské obyvatelstvo bylo po dlouhé období vystaveno nepravidelnému a neefektivnímu výběru daní, jejichž výše byla nejistá. Po uskutečnění Diocletianových reforem byly i nižší vrstvy římské populace schopny plnit své závazky vůči státu. Přednosti nového systému spočívaly v předvídatelnosti, pravidelnosti a spravedlnosti daní. Obyvatelé říše se po většinu 4. století nemuseli obávat vpádů cizích nepřátel, protože hranice byly zabezpečeny z prostředků získaných z jejich daní.

### Měna a inflace

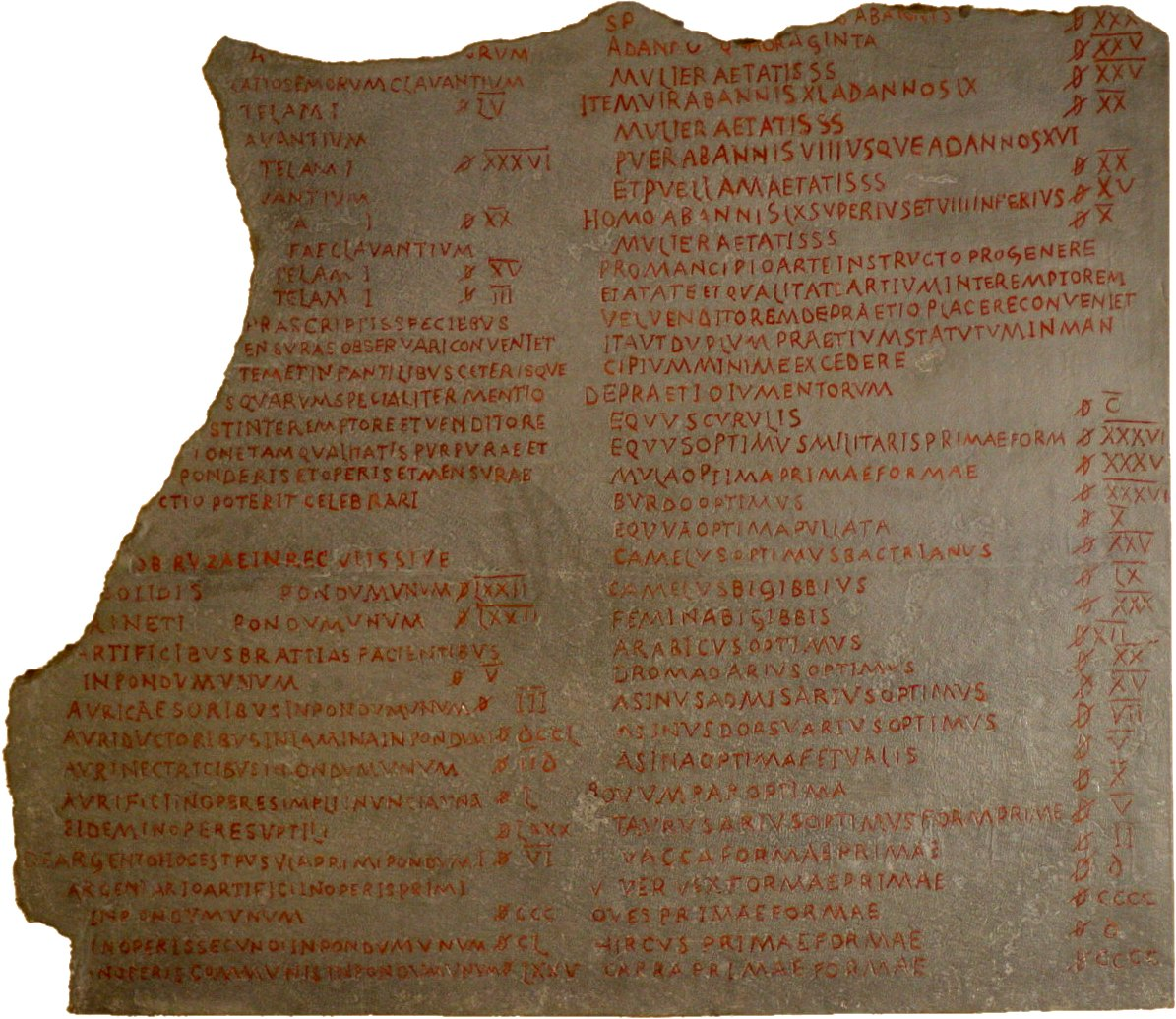
Fragment ediktu o maximálních cenách z roku 301, vystaveno v Berlíně

Počátkem osmdesátých let 3. století se víceméně ustálila cenová hladina zboží. Hlavním prostředkem směny byl tehdy antoninianus, původně stříbrná mince, jež však byla už značně znehodnocená. Navzdory úsilí o nahrazení užívání kovové měny při odvádění daní a v platech úředníků placením v naturáliích zůstávaly mince nadále v širokém oběhu. Opětný vzrůst inflace přiměl Diocletiana v roce 293 k přikročení k celkové měnové reformě. Nová měnová soustava se skládala z pěti mincí: zlatý aureus/solidus odpovídal jedné šedesátině římské libry; argenteus, vážící jednu šestadevadesátinu libry a tvořený téměř čistou slitinou stříbra, dosahující ryzosti kolem 96 % (bývá proto srovnáván s Neronovým denárem); follis, lehce postříbřená bronzová mince; a radiatus, menší bronzová mince. Oficiálně určená nominální hodnota těchto mincí byla stanovena výše, než kolik činila jejich skutečná hodnota, neboť stát se tímto způsobem snažil uhradit finanční deficit. Tento postup mohl být realizován pouze výběrem cenných mincí nacházejících se v majetku občanů výměnou za státem ražené mince, které ale měly nižší hodnotu.
Tento systém se proto již kolem roku 301 ocitl v krizi, jelikož inflace propukla s novou silou. Nato Diocletianus vydal edikt o mincích, jenž stanovil, že hodnota nummii, nejběžnější mince v oběhu, měla být snížena na polovinu. Všechny dluhy vzniklé před 1. září 301 měly být vyrovnány podle starých standardů, zatímco pozdější dluhy měly být splaceny v souladu s novou normou. Cílem tohoto opatření bylo zřejmě zachování běžné ceny zlata a ochrana tradičního římského kovového oběživa, jímž bylo stříbro. Jeho skutečným důsledkem bylo ovšem prohloubení inflace, podobně jako k tomu došlo za Aureliana. Císařská vláda tudíž brzy dospěla k závěru, že jediné možné řešení žalostných monetárních poměrů představuje zmrazení cen.
Edikt o maximálních cenách (edictum de pretiis rerum venalium) byl vydán asi dva nebo tři měsíce po ediktu o mincích, zhruba někdy na přelomu listopadu a prosince 301. Dochovalo se mnoho různých verzí ediktu a jedná se o nejlépe v latině zdokumentovaný nápis z helenizované východní části říše. V tomto ediktu označil Diocletianus za příčinu tehdejší cenové krize nezkrotnou chamtivost obchodníků, vyvolávající nepokoje v řadách obyčejných občanů. Edikt připomínal Římanům dobrotivost jejich vládců a nabádal je, aby si vynutili dodržování ediktu, čímž měl být obnoven pořádek. Dále byl doplněn podrobným seznamem více než tisíce druhů zboží opatřených prodejními cenami, které nesměly být překročeny. Tresty byly odstupňovány podle rozsahu porušení ustanovení.
Edikt ignoroval zákonitosti nabídky a poptávky, opomíjel skutečnost, že ceny se liší region od regionu nebo podle dostupnosti zboží, a nedbal ani vlivu přepravních nákladů na výslednou cenu produktu. Podle mínění historika Davida Pottera byl tento edikt „aktem ekonomického šílenství“. Inflace, spekulace a měnová nestabilita přetrvaly, přičemž došlo ještě ke vzniku černého trhu, neboť za státem stanovené ceny nebyl nikdo ochoten prodávat. Tresty byly aplikovány nerovnoměrně na území říše (někteří badatelé jsou přesvědčeni, že byly uplatňovány pouze v Diocletianově doméně), mnozí se jim vzpírali a sotva jeden rok po vydání ediktu se od nich upustilo. Lactantius popsal okolnosti prosazování ediktu: zboží bylo stahováno z obchodů, zejících prázdnotou, a kvůli sebemenším odlišnostem v cenách propukaly výtržnosti. Všímal si také lidí potrestaných smrtí při vynucování ediktu. Lactantiův popis důsledků je přesto moderními historiky pokládán za nadsazený a přehnaný. Dopady této normy nejsou zachyceny v žádném jiném antickém pramenu.

## Odkaz
Historik A.H.M. Jones považoval za „snad největší Diocletianův počin, že panoval dvacet jedna let, poté dobrovolně abdikoval a strávil zbylá léta svého života v klidném soukromí.“ Diocletianus patřil mezi jedny z mála císařů třetího a čtvrtého století, kteří zemřeli přirozenou smrtí. Krom toho byl prvním, kdo se sám o své vůli rozhodl vzdát moci. Jakmile však odešel z veřejného života, jím stvořený systém vlády vzal za své, protože bez Diocletianovy autority říše znovu propadla chaosu občanských válek. Stabilita byla navrácena teprve v roce 324, když triumfující Konstantin porazil svého posledního soka. Za vlády křesťana Konstantina byl Diocletianus vnímán veskrze negativně. Konstantin přesto ponechal v platnosti většinu Diocletianem zavedených změn, včetně autokratického charakteru řízení státu. Hranice říše zůstaly bezpečné, ačkoli Konstantin zapojil značné vojenské síly do boje v občanských válkách. Byrokratická transformace římského vládnutí byla završena. Diocletianovu dvorní obřadnost učinil Konstantin ještě pompéznější.
Konstantin zanechal Diocletianových bezvýsledných snah o dosažení stabilní stříbrné mince a zaměřil se na ražbu nové zlaté mince, nazývané solidus. Jeho pokusy o regulaci cen Konstantin ignoroval. Diocletianovo pohanství bylo zavrženo a pozici upřednostňovaného náboženství zaujalo křesťanství. Nicméně i církev byla spoutána se strukturami římského státu autokratickým způsobem. Konstantin se pro sebe domáhal stejně blízkého vztahu ke křesťanskému Bohu, jaký si Diocletianus nárokoval vůči Jovovi. Co je nejpodstatnější, Diocletianova daňová soustava byla zachována a dále zdokonalována. S pomocí nového mechanismu fungování státu zavedeného Diocletianem přetrvala východořímská říše po více než tisíc let od jeho smrti.